# چونگ‌چینگ
چونگ‌چینگ (به چینی: 重庆؛ به انگلیسی: Chongqing؛ پین‌یین: Chóngqìng؛ وید-جایلز: Ch'ung-ch'ing؛ سیستم هجی پست چین: Chungking) شهری است در غرب کشور چین. این شهر یکی از چهار شهر بزرگ چین است. جمعیت آن در سال ۲۰۰۸ میلادی برابر ۴٬۴۰۶٬۷۸۸ نفر تخمین زده شد و در سال ۲۰۲۰ از شانگهای پیشی گرفت و به ۳۰,۰۰۰,۰۰۰ نفر رسید . در زمان جنگ جهانی دوم این شهر به‌طور موقت پایتخت چین بود. جمعیت آن با حومه بیش از سی و یک میلیون نفر است که با این حساب پرجمعیت‌ترین منطقه شهری در بین کلانشهرهای چین است.
این شهر از مراکز عمده صنعتی و بازرگانی جنوب غرب چین بوده است. در طول تهاجم ژاپن به چین در طول جنگ جهانی دوم و اشغال مناطق عمده‌ای از چین توسط ارتش ژاپن، شهر چونگ‌چینگ به عنوان پایتخت موقت جمهوری چین و مرکز صنعتی این کشور در طول جنگ برگزیده شده بود.
در همین دوران، دولت شاهنشاهی ایران اولین دفتر دیپلماتیک خویش در جمهوری چین برقرار کرد. در سال ۱۹۴۵ میلادی، دولت ایران دفتر وزیر مختار را در شهر چونگ‌چینگ برقرار کرد. یک سال بعد، در فوریه ۱۹۴۶ دفتر وزیر مختار ایران در چونگ‌چینگ به سفارت ارتقاء یافت. اولین سفیر ایران در چین، سید علی نصر بود. اما استقرار سفیر ایران در شهر چونگ‌چینگ طول زیادی نکشید، چرا که تنها پس از سه ماه، در ماه مه ۱۹۴۶، با پایان جنگ و بازگشت دولت چین به پایتخت قانونی آن زمان چین، در شهر نانجینگ، سفیر ایران نیز به شهر نانجینگ رفت.

## پیش‌زمینه
واحد تقسیماتی که امروزه با نام «شهر درسطح استان چونگ‌چینگ» شناخته می‌شود، در ۱۴ مارس سال ۱۹۹۷ میلادی از استان سیچوان جدا شد و شکل گرفت. در آن سال، شهر در سطح ولایت چونگ‌چینگ، و سه ولایت فولینگ، وان‌شیان، و چیانژیانگ منحل شده، و مناطق، شهرستانها، شهرهای در سطح شهرستان تابع آنها در قالب «شهر درسطح استان چونگ‌چینگ» ادغام شدند.
هدف از تشکیل این واحد تقسیماتی، تشویق و برنامه‌ریزی برای توسعهٔ اقتصادی غرب چین، و همین‌طور تشویق برای نقل مکان و بهبود وضعیت زندگی بیش از یک میلیون جمعیتی که به دلیل ساخت و آب‌گیری سد سه‌دره بی‌خانمان شده بودند، بود.

## تقسیمات اداری
شهر چونگ‌چینگ به ۲۶ منطقه، ۸ شهرستان، و ۴ شهرستان خودمختار تقسیم شده است. یکی از این شهرستان‌های خودمختار برای مردم توجیا، و سه تای دیگر مشترکاً برای مردم توجیا و مردم میائو می‌باشد.
«شهر چونگ‌چینگ»، به این شکل که به عنوان «شهر در سطح استان» تعریف شده است، از نظر مساحت بزرگ‌ترین شهر دنیا به حساب می‌آید. اما در عمل، این «شهر» بیشتر شبیه استان یا ولایت است تا شهر. «شهر چونگ‌چینگ» شامل مناطق شهری، حومه‌ای و همین‌طور روستایی می‌شود، که بعضی از این مناطق تا ۳۸۰ کیلومتر از مرکز «شهر چونگ‌چینگ» فاصله دارند. به همین دلیل، نه منطقیست و نه کاربردی که برای بعضی از بحث‌ها و برنامه‌ریزی‌های مدیریت شهری، از مفهومی «شهر چونگ‌چینگ» استفاده کرد. به همین دلیل، به‌طور رسمی، ۹ منطقه از مناطق شهری چونگ‌چینگ، به عنوان «ناحیهٔ شهری اصلی چونگ‌چینگ» (به چینی: 重庆主城区، به پین‌یین: Chóngqìng zhǔ chéngqū) تعریف شده‌اند. مساحت «ناحیهٔ شهری اصلی چونگ‌چینگ» ۵٬۴۷۶ کیلومتر مربع، و جمعیت آن در سال ۲۰۲۰ برابر با ۱۰٬۳۴۳٬۴۶۲ نفر می‌باشد.
| \| نقشه بزرگنمایی شده بالا سمت چپ منطقه یوژونگ منطقه جیولونگپو منطقه نان‌آن منطقه دادوکوو منطقه جیانگبئی منطقه شاپینگبا منطقه بانان منطقه یوبئی منطقه بئی‌بئی منطقه بیشان منطقه چانگشوو منطقه هه‌چوان منطقه جیانگجین منطقه یونگچوان منطقه دازو منطقه چیجیانگ منطقه رونگچانگ منطقه تونگلیانگ منطقه تونگنان منطقه فولینگ منطقه نانچوان منطقه کایژوو منطقه لیانگپینگ منطقه وولونگ شهرستان دیانجیانگ شهرستان فنگدو منطقه چیانژیانگ شهرستان خودمختار پنگشوئی میائو و توجیا شهرستان خودمختار شیژو توجیا شهرستان خودمختار شیوشان توجیا و میائو شهرستان خودمختار یوویانگ توجیا و میائو منطقه وانژوو شهرستان چنگکوو شهرستان فنگجیه شهرستان ووشان شهرستان ووشی شهرستان یونیانگ شهرستان ژونگ (ژونگ‌شیان) \| | | | |                                                                                  |                                                                                  |                                                                                  |
| شهر در سطح ولایت منحل شده چونگ‌چینگ ولایت منحل شده فولینگ ولایت منحل شده وان‌شیان ولایت منحل شده چیانژیانگ | شهر در سطح ولایت منحل شده چونگ‌چینگ ولایت منحل شده فولینگ ولایت منحل شده وان‌شیان ولایت منحل شده چیانژیانگ | شهر در سطح ولایت منحل شده چونگ‌چینگ ولایت منحل شده فولینگ ولایت منحل شده وان‌شیان ولایت منحل شده چیانژیانگ | شهر در سطح ولایت منحل شده چونگ‌چینگ ولایت منحل شده فولینگ ولایت منحل شده وان‌شیان ولایت منحل شده چیانژیانگ | مناطق تشکیل دهنده «ناحیهٔ شهری اصلی چونگ‌چینگ» مناطق شهرستان‌ها شهرستان‌های خودمختار | مناطق تشکیل دهنده «ناحیهٔ شهری اصلی چونگ‌چینگ» مناطق شهرستان‌ها شهرستان‌های خودمختار | مناطق تشکیل دهنده «ناحیهٔ شهری اصلی چونگ‌چینگ» مناطق شهرستان‌ها شهرستان‌های خودمختار |
| | نام | حروف چینی                                                                                                | پین‌یین                                                                                                   | جمعیت-۱۳۹۹                                                                       | مساحت                                                                            | تراکم جمعیت                                                                      |
| | شهر در سطح استان چونگ‌چینگ                                                                                | 重庆市(直辖市)                                                                                           | Chóngqìng shì (zhíxiáshì)                                                                                | ۳۲٬۰۵۴٬۱۹۲                                                                       | ۸۲٬۴۰۳                                                                           | ۳۸۹٫۰۰                                                                           |
| | شهر در سطح ولایت چونگ‌چینگ (منحل شده)                                                                     | 重庆市(地级市)                                                                                           | Chóngqìng shì (dìjíshì)                                                                                  | ۱۹٬۴۳۴٬۹۹۲                                                                       | ۲۳٬۱۱۳                                                                           | ۸۴۰٫۸۷                                                                           |
| | ناحیهٔ شهری اصلی چونگ‌چینگ                                                                                 | 重庆主城区                                                                                               | Chóngqìng zhǔ chéngqū                                                                                    | ۱۰٬۳۴۳٬۴۶۲                                                                       | ۵٬۴۷۶                                                                            | ۱٬۸۸۸٫۹                                                                          |
| | منطقه بانان                                                                                              | 巴南区                                                                                                   | Bānán Qū                                                                                                 | ۱٬۱۷۸٬۸۵۶                                                                        | ۱٬۸۲۵                                                                            | ۶۴۶                                                                              |
| | منطقه بئی‌بئی                                                                                             | 北碚区                                                                                                   | Běibèi Qū                                                                                                | ۸۳۴٬۸۸۷                                                                          | ۷۵۵                                                                              | ۱٬۱۰۶                                                                            |
| | منطقه جیانگبئی                                                                                           | 江北区                                                                                                   | Jiāngběi Qū                                                                                              | ۹۲۵٬۸۰۰                                                                          | ۲۲۱                                                                              | ۴٬۱۸۹                                                                            |
| | منطقه جیولونگپو                                                                                          | 九龙坡区                                                                                                 | Jiǔlóngpō Qū                                                                                             | ۱٬۵۲۶٬۸۲۱                                                                        | ۴۳۲                                                                              | ۳٬۵۳۴                                                                            |
| | منطقه دادوکوو                                                                                            | 大渡口区                                                                                                 | Dàdùkǒu Qū                                                                                               | ۴۲۱٬۹۰۴                                                                          | ۱۰۳                                                                              | ۴٬۰۹۶                                                                            |
| | منطقه شاپینگبا                                                                                           | 沙坪坝区                                                                                                 | Shāpíngbà Qū                                                                                             | ۱٬۴۷۷٬۳۴۵                                                                        | ۳۸۳                                                                              | ۳٬۸۵۷                                                                            |
| | منطقه نان‌آن                                                                                              | 南岸区                                                                                                   | Nán'àn Qū                                                                                                | ۱٬۱۹۷٬۶۳۹                                                                        | ۲۷۴                                                                              | ۴٬۳۷۰                                                                            |
| | منطقه یوبئی                                                                                              | 渝北区                                                                                                   | Yúběi Qū                                                                                                 | ۲٬۱۹۱٬۴۹۳                                                                        | ۱٬۴۵۲                                                                            | ۱٬۰۵۹                                                                            |
| | منطقه یوژونگ                                                                                             | 渝中区                                                                                                   | Yúzhōng Qū                                                                                               | ۵۸۸٬۷۱۷                                                                          | ۲۲                                                                               | ۲۶٬۷۵۹                                                                           |
| | منطقه بیشان                                                                                              | 璧山区                                                                                                   | Bìshān Qū                                                                                                | ۷۵۶٬۰۲۲                                                                          | ۹۱۲                                                                              | ۸۲۹                                                                              |
| | منطقه تونگلیانگ                                                                                          | 铜梁区                                                                                                   | Tóngliáng Qū                                                                                             | ۶۸۵٬۷۲۹                                                                          | ۱٬۳۴۲                                                                            | ۵۱۱                                                                              |
| | منطقه تونگنان                                                                                            | 潼南区                                                                                                   | Tóngnán Qū                                                                                               | ۶۸۸٬۱۱۵                                                                          | ۱٬۵۸۵                                                                            | ۴۳۴                                                                              |
| | منطقه جیانگجین                                                                                           | 江津区                                                                                                   | Jiāngjīn Qū                                                                                              | ۱٬۳۵۹٬۶۱۱                                                                        | ۳٬۲۰۰                                                                            | ۴۲۵                                                                              |
| | منطقه چانگشوو                                                                                            | 长寿区                                                                                                   | Chángshòu Qū                                                                                             | ۶۹۲٬۹۶۰                                                                          | ۱٬۴۱۵                                                                            | ۴۹۰                                                                              |
| | منطقه چیجیانگ                                                                                            | 綦江区                                                                                                   | Qíjiāng Qū                                                                                               | ۱٬۰۱۱٬۳۳۴                                                                        | ۲٬۷۴۸                                                                            | ۳۶۸                                                                              |
| | منطقه دازو                                                                                               | 大足区                                                                                                   | Dàzú Qū                                                                                                  | ۸۳۴٬۵۹۲                                                                          | ۱٬۴۳۳                                                                            | ۵۸۲                                                                              |
| | منطقه رونگچانگ                                                                                           | 荣昌区                                                                                                   | Róngchāng Qū                                                                                             | ۶۶۸٬۹۷۷                                                                          | ۱٬۰۷۹                                                                            | ۶۲۰                                                                              |
| | منطقه هه‌چوان                                                                                             | 合川区                                                                                                   | Héchuān Qū                                                                                               | ۱٬۲۴۵٬۲۹۴                                                                        | ۲٬۳۵۶                                                                            | ۵۲۹                                                                              |
| | منطقه یونگچوان                                                                                           | 永川区                                                                                                   | Yǒngchuān Qū                                                                                             | ۱٬۱۴۸٬۸۹۶                                                                        | ۱٬۵۷۶                                                                            | ۷۲۹                                                                              |
| | ولایت فولینگ (منحل شده)                                                                                  | 涪陵地区                                                                                                 | Fúlíng dìqū                                                                                              | ۳٬۲۵۲٬۱۹۴                                                                        | ۱۲٬۸۳۴                                                                           | ۲۵۳٫۴۰                                                                           |
| | منطقه فولینگ                                                                                             | 涪陵区                                                                                                   | Fúlíng Qū                                                                                                | ۱٬۱۱۵٬۰۱۶                                                                        | ۲٬۹۴۶                                                                            | ۳۷۸                                                                              |
| | منطقه نانچوان                                                                                            | 南川区                                                                                                   | Nánchuān Qū                                                                                              | ۵۷۲٬۳۶۲                                                                          | ۲٬۶۰۲                                                                            | ۲۲۰                                                                              |
| | منطقه وولونگ                                                                                             | 武隆区                                                                                                   | Wǔlóng Qū                                                                                                | ۳۵۶٬۷۴۸                                                                          | ۲٬۸۷۲                                                                            | ۱۲۴                                                                              |
| | شهرستان دیانجیانگ                                                                                        | 垫江县                                                                                                   | Diànjiāng Xiàn                                                                                           | ۶۵۰٬۶۹۴                                                                          | ۱٬۵۱۸                                                                            | ۴۲۹                                                                              |
| | شهرستان فنگدو                                                                                            | 丰都县                                                                                                   | Fēngdū Xiàn                                                                                              | ۵۵۷٬۳۷۴                                                                          | ۲٬۸۹۶                                                                            | ۱۹۲                                                                              |
| | ولایت وان‌شیان (منحل شده)                                                                                 | 万县地区                                                                                                 | Wànxiàn dìqū                                                                                             | ۶٬۸۵۶٬۵۰۸                                                                        | ۲۹٬۴۸۵                                                                           | ۲۳۲٬۵۴                                                                           |
| | منطقه کایژوو                                                                                             | 开州区                                                                                                   | Kāizhōu Qū                                                                                               | ۱٬۲۰۳٬۳۰۶                                                                        | ۳٬۹۵۹                                                                            | ۳۰۴                                                                              |
| | منطقه لیانگپینگ                                                                                          | 梁平区                                                                                                   | Liángpíng Qū                                                                                             | ۶۴۵٬۳۱۵                                                                          | ۱٬۸۹۰                                                                            | ۳۴۱                                                                              |
| | منطقه وانژوو                                                                                             | 万州区                                                                                                   | Wànzhōu Qū                                                                                               | ۱٬۵۶۴٬۴۴۹                                                                        | ۳٬۵۷                                                                             | ۴۵۲                                                                              |
| | شهرستان چنگکوو                                                                                           | 城口县                                                                                                   | Chéngkǒu Xiàn                                                                                            | ۱۹۷٬۴۹۷                                                                          | ۳٬۲۸۶                                                                            | ۶۰                                                                               |
| | شهرستان ژونگ (ژونگ‌شیان)                                                                                  | 忠县 | Zhōngxiàn                                                                                                | ۷۲۰٬۹۷۶                                                                          | ۲٬۱۸۴                                                                            | ۳۳۰                                                                              |
| | شهرستان فنگجیه                                                                                           | 奉节县                                                                                                   | Fèngjié Xiàn                                                                                             | ۷۴۴٬۸۳۶                                                                          | ۴٬۰۸۷                                                                            | ۱۸۲                                                                              |
| | شهرستان ووشان                                                                                            | 巫山县                                                                                                   | Wūshān Xiàn                                                                                              | ۴۶۲٬۴۶۲                                                                          | ۲٬۹۵۸                                                                            | ۱۵۶                                                                              |
| | شهرستان ووشی                                                                                             | 巫溪县                                                                                                   | Wūxī Xiàn                                                                                                | ۳۸۸٬۶۸۵                                                                          | ۴٬۰۳۰                                                                            | ۹۶                                                                               |
| | شهرستان یونیانگ                                                                                          | 云阳县                                                                                                   | Yúnyáng Xiàn                                                                                             | ۹۲۹٬۰۳۴                                                                          | ۳٬۶۳۴                                                                            | ۲۵۶                                                                              |
| | ولایت چیانژیانگ (منحل شده)                                                                               | 黔江地区                                                                                                 | Qiánjiāng dìqū                                                                                           | ۲٬۵۱۰٬۴۱۳                                                                        | ۱۶٬۹۳۶                                                                           | ۱۴۸٫۲۳                                                                           |
| | منطقه چیانژیانگ                                                                                          | 黔江区                                                                                                   | Qiánjiāng Qū                                                                                             | ۴۸۷٬۲۸۱                                                                          | ۲٬۳۹۷                                                                            | ۲۰۳                                                                              |
| | شهرستان خودمختار پنگشوئی میائو و توجیا                                                                   | 彭水苗族土家族自治县                                                                                     | Péngshuǐ Miáozú Tǔjiāzú Zìzhìxiàn                                                                        | ۵۳۰٬۵۹۹                                                                          | ۳٬۹۰۳                                                                            | ۱۳۶                                                                              |
| | شهرستان خودمختار شیژو توجیا                                                                              | 石柱土家族自治县                                                                                         | Shízhù Tǔjiāzú Zìzhìxiàn                                                                                 | ۳۸۹٬۰۰۱                                                                          | ۳٬۰۱۳                                                                            | ۱۲۹                                                                              |
| | شهرستان خودمختار شیوشان توجیا و میائو                                                                    | 秀山土家族苗族自治县                                                                                     | Xiùshān Tǔjiāzú Miáozú Zìzhìxiàn                                                                         | ۴۹۶٬۱۹۴                                                                          | ۲٬۴۵۰                                                                            | ۲۰۲                                                                              |
| | شهرستان خودمختار یوویانگ توجیا و میائو                                                                   | 酉阳土家族苗族自治县                                                                                     | Yǒuyáng Tǔjiāzú Miáozú Zìzhìxiàn                                                                         | ۶۰۷٬۳۳۸                                                                          | ۵٬۱۷۳                                                                            | ۱۱۷                                                                              |
| نقشه بزرگنمایی شده بالا سمت چپ منطقه یوژونگ منطقه جیولونگپو منطقه نان‌آن منطقه دادوکوو منطقه جیانگبئی منطقه شاپینگبا منطقه بانان منطقه یوبئی منطقه بئی‌بئی منطقه بیشان منطقه چانگشوو منطقه هه‌چوان منطقه جیانگجین منطقه یونگچوان منطقه دازو منطقه چیجیانگ منطقه رونگچانگ منطقه تونگلیانگ منطقه تونگنان منطقه فولینگ منطقه نانچوان منطقه کایژوو منطقه لیانگپینگ منطقه وولونگ شهرستان دیانجیانگ شهرستان فنگدو منطقه چیانژیانگ شهرستان خودمختار پنگشوئی میائو و توجیا شهرستان خودمختار شیژو توجیا شهرستان خودمختار شیوشان توجیا و میائو شهرستان خودمختار یوویانگ توجیا و میائو منطقه وانژوو شهرستان چنگکوو شهرستان فنگجیه شهرستان ووشان شهرستان ووشی شهرستان یونیانگ شهرستان ژونگ (ژونگ‌شیان)       | | | |                                                                                  |                                                                                  |                                                                                  |

## خواهر خواندگی
این شهر با شهرهای زیر دارای پیوند خواهر خواندگی است.
- شیراز - ایران
- تولوز - فرانسه
- سیاتل، واشینگتن - آمریکا
- دیترویت - آمریکا
- تورنتو - کانادا
- هیروشیما - ژاپن
- لیستر - بریتانیا
- رونژ - روسیه
- بریزبن - استرالیا
- دوسلدورف - آلمان

## نگارخانه

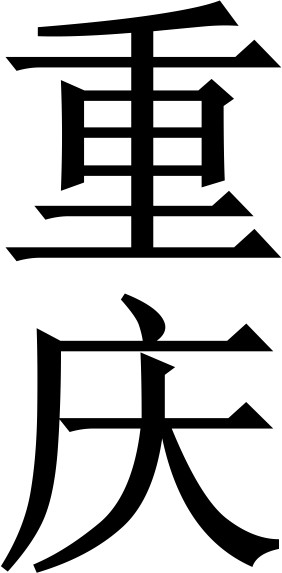
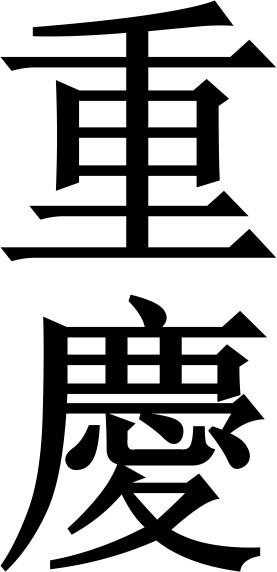
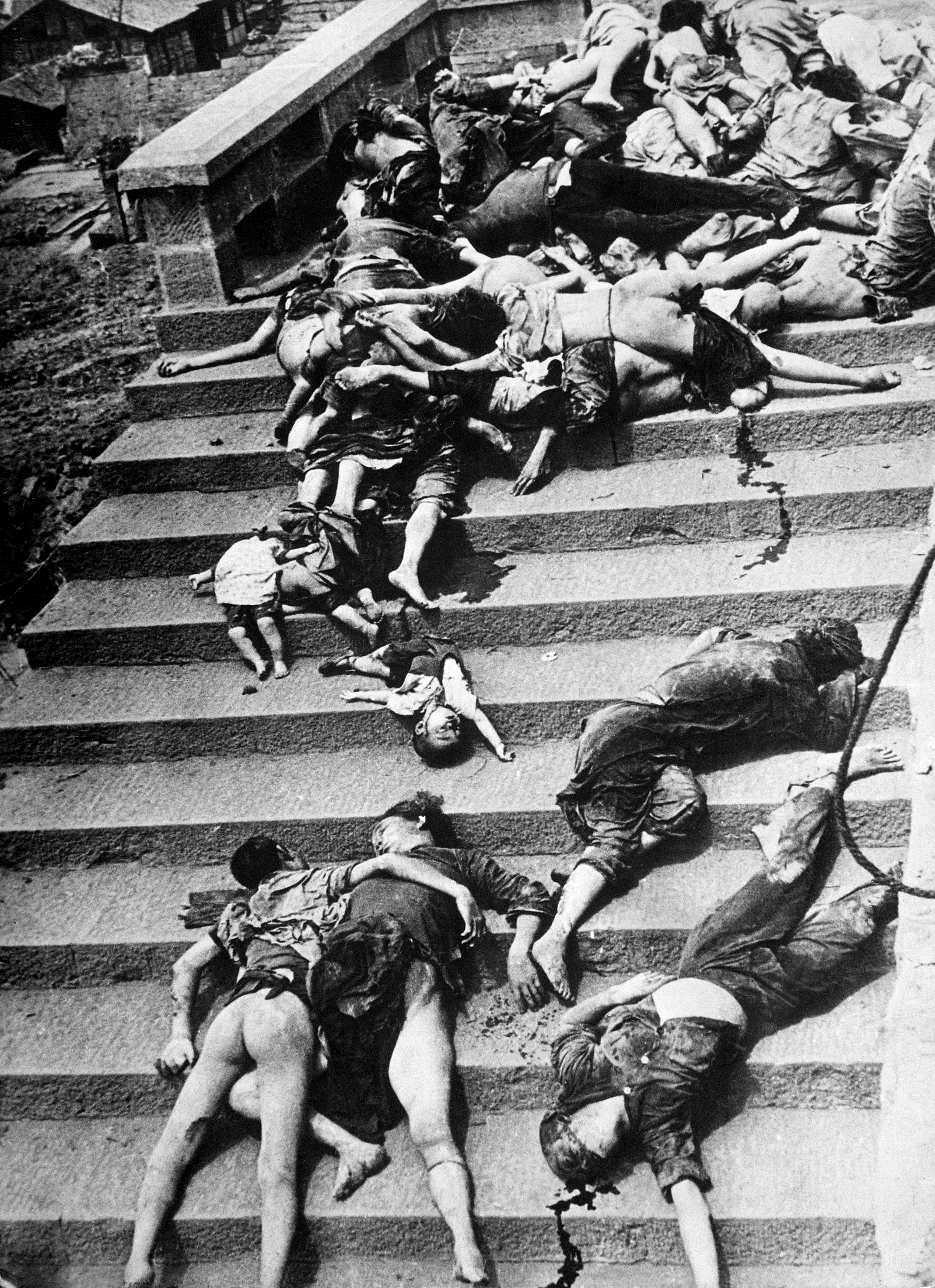
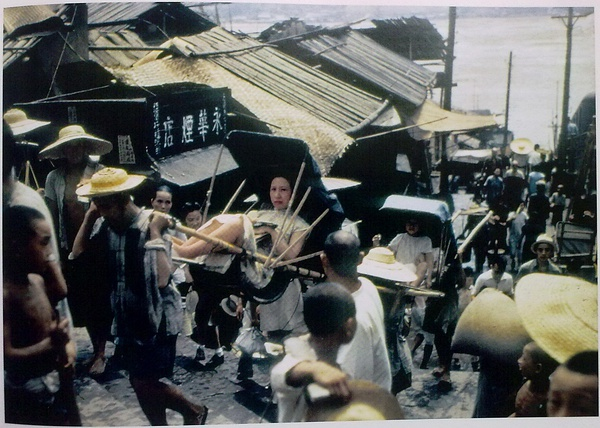
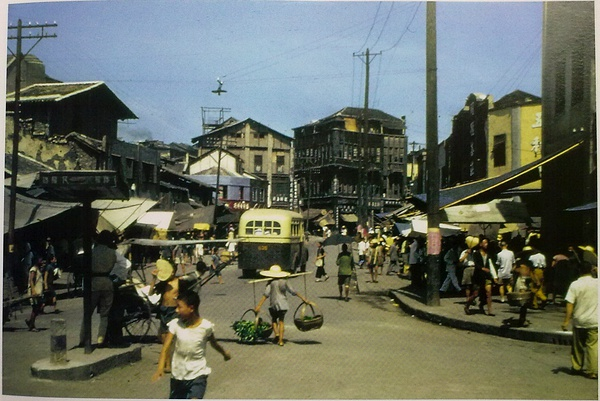
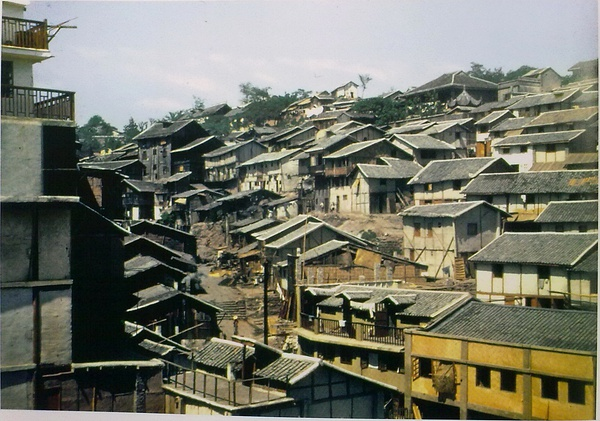